# 土溪镇 (凤冈县)
土溪镇，是中华人民共和国贵州省遵义市凤冈县下辖的一个乡镇级行政单位。

## 行政区划
土溪镇下辖以下地区：
三河社区、石坝村、鱼泉村、大林村、鞍山村、官坝村、大屋村和龙台村。